# Carl Bernhard von Trinius
 Carl Bernhard von Trinius (7 de marzo de 1778 en Eisleben-12 de marzo de 1844 en San Petersburgo ) fue un botánico, médico y poeta germano-ruso. Fue fundador del Museo Botánico en San Petersburgo y médico de cabecera del Zar Alejandro II.

## Biografía
Trinius nació el 7 de marzo de 1778 en Eisleben. Hijo del pastor evangélico Johann Anton Trinius (1722-1784) y de Charlotte Hahnemann (1752-1812), una hermana del fundador de la homeopatía Samuel Hahnemann.
Su padre murió tempranamente, y su madre contrajo segundas nupcias con el profesor Dr. Müller de Eisleben. Después del Bachillerato en Eisleben estudió de 1792 a 1802 Medicina, primero en Jena, y luego en Halle an der Saale, donde descubre su interés por la botánica, y finalmente en Leipzig. En Göttingen logra su doctorado en Medicina en 1802.

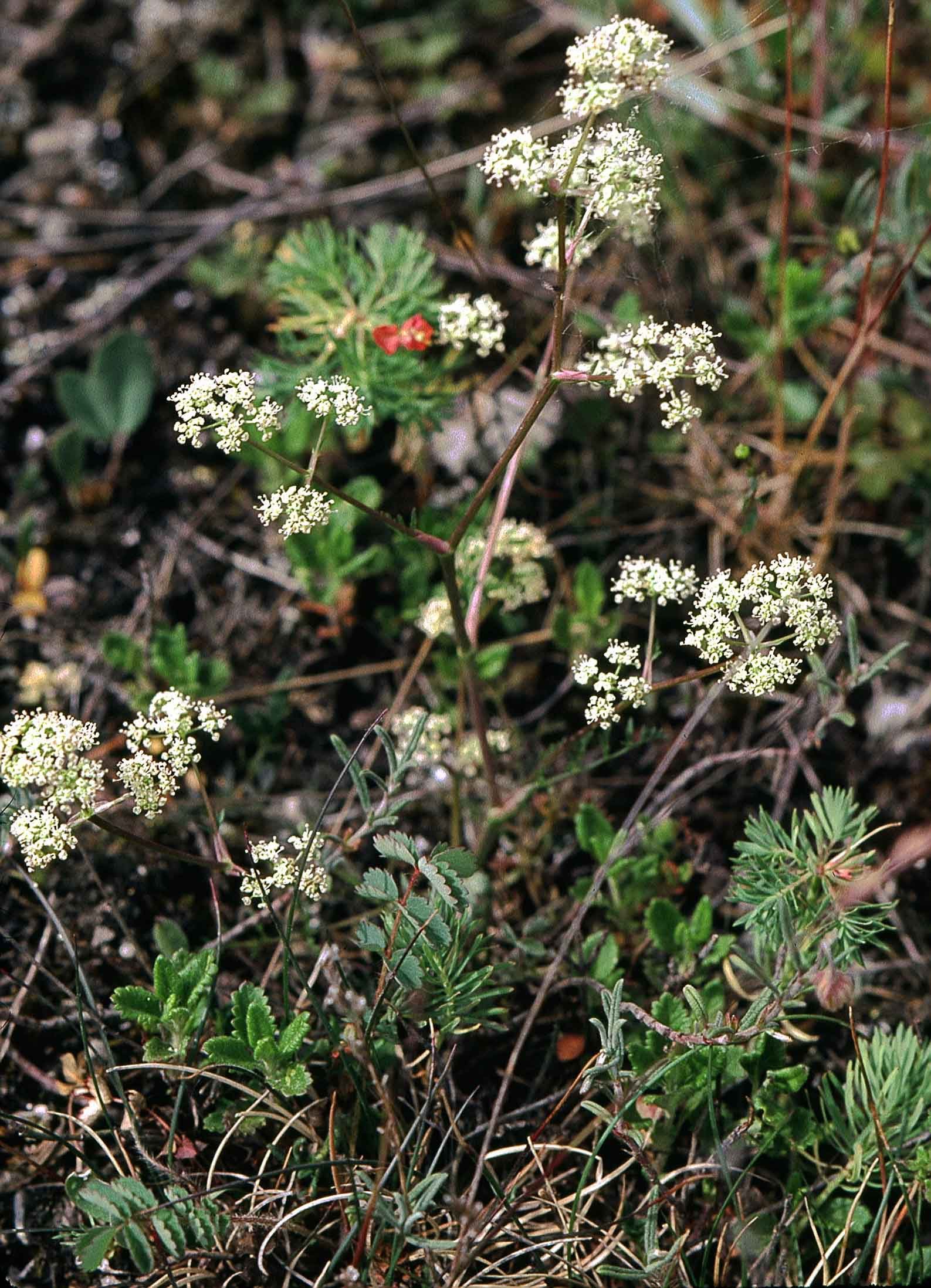
Trinia glauca.

## Honores

### Epónimos
Dumortier le dedica el género Trinia

## Obra
- 1820: Fundamenta Agrostographiae, Botanisches Standardwerk
- Über das Wesen und die Bedeutung der menschlichen Haare und der Zähne.
- 1828: Species graminum, iconibus et desciptionibus illustr.
- 1848: Gedichte von Dr. B. C. Trinius, herausgegeben von zweien seiner Freunde, Berlín 1848

- La abreviatura «Trin.» se emplea para indicar a Carl Bernhard von Trinius como autoridad en la descripción y clasificación científica de los vegetales.[2]